# 土摇
土摇泛指带有中国大陆本土特色的一类摇滚乐，但并不属于一种音乐类型。一般采用了中国民族服装或乐器、带有中国大陆文化特色的中国摇滚乐被称作土摇。

## 代表性樂團與人歌手

### 民族乐器特色
- 谢天笑：采用了民族乐器[2]
- 苏阳乐队：该乐队是西北民族特色乐队[3]
- 二手玫瑰：号称“中国最妖娆的摇滚乐队”，采用民族乐器[4]

### 文化特色
- 崔健：歌曲中涉及“长征”、“红旗”等共产党文化
- 唐朝：该乐队崇尚唐朝文化
- 痛仰：有文化特色
- 左小祖咒[5]
- 顶楼的马戏团：上海话特色[6]
- 二手玫瑰：号称“中国最妖娆的摇滚乐队”，着装特色[4]
- The Noname：华丽朋克摇滚乐